# Providence (Utah)
Providence és una població dels Estats Units a l'estat de Utah. Segons el cens del 2000 tenia 4.377 habitants.

## Demografia
Segons el cens del 2000, Providence tenia 4.377 habitants, 1.240 habitatges, i 1.082 famílies. La densitat de població era de 597,2 habitants per km².
Dels 1.240 habitatges en un 50,2% hi vivien nens de menys de 18 anys, en un 79% hi vivien parelles casades, en un 6,5% dones solteres, i en un 12,7% no eren unitats familiars. En l'11,9% dels habitatges hi vivien persones soles el 6,3% de les quals corresponia a persones de 65 anys o més que vivien soles. El nombre mitjà de persones vivint en cada habitatge era de 3,51 i el nombre mitjà de persones que vivien en cada família era de 3,84.
Per edats la població es repartia de la següent manera: un 36,6% tenia menys de 18 anys, un 10,6% entre 18 i 24, un 24,6% entre 25 i 44, un 19% de 45 a 60 i un 9,2% 65 anys o més.
L'edat mitjana era de 28 anys. Per cada 100 dones de 18 o més anys hi havia 94,7 homes.
La renda mitjana per habitatge era de 56.129 $ i la renda mitjana per família de 58.856 $. Els homes tenien una renda mitjana de 39.306 $ mentre que les dones 27.074 $. La renda per capita de la població era de 21.201 $. Entorn del 2,5% de les famílies i el 3,2% de la població estaven per davall del llindar de pobresa.

## Poblacions més properes
El següent diagrama mostra les poblacions més properes.